# ÖBB 2091 sorozat
Az ÖBB 2091 sorozat egy keskeny nyomtávú 1'Bo1' tengelyelrendezésű dízelmozdony-sorozat volt. 1936 és 1938 között gyártotta a Simmering és a Siemens-Schuckert. Összesen 12 db készült belőle. A sorozatot 1998-ban selejtezték.